# Референдумы в Швейцарии (1987)
Референдумы в Швейцарии проходили 5 апреля и 6 декабря 1987 года. В апреле прошли референдумы по поправкам к законам о предоставлении убежища и об иностранных резидентах (оба были одобрены), по народной инициативе «за народное соучастие в определении военных расходов» (отклонена) и по федеральной резолюции о системе голосования за народные инициативы (одобрена).
Декабрьские референдумы были посвящены федеральной резолюции по проекту развития Швейцарских федеральных железных дорог Rail 2000 (проект был одобрен), поправке к федеральному закону о медицинском страховании (отклонён) и народной инициативе «за защиту низинных болот» («инициатива Ротентурма»), которая была одобрена.

## Результаты

### Апрель: Поправки к закону о беженцах
| Выбор                                | Голосов   | %    |
| ------------------------------------ | --------- | ---- |
| За                                   | 1 180 082 | 67,3 |
| Против                               | 572 330   | 32,7 |
| Пустых бюллетеней                    | 35 021    | –    |
| Недействительных бюллетеней          | 2 659     | –    |
| Всего                                | 1 790 092 | 100  |
| Зарегистрированных избирателей/ Явка | 4 223 723 | 42,4 |
| Источник: Nohlen & Stöver            |           |      |

### Апрель: Поправки к закону об иностранных резидентах
| Выбор                                | Голосов   | %    |
| ------------------------------------ | --------- | ---- |
| За                                   | 1 122 027 | 65,7 |
| Против                               | 585 460   | 34,3 |
| Пустых бюллетеней                    | 73 532    | –    |
| Недействительных бюллетеней          | 2 969     | –    |
| Всего                                | 1 783 988 | 100  |
| Зарегистрированных избирателей/ Явка | 4 223 723 | 42,2 |
| Источник: Nohlen & Stöver            |           |      |

### Апрель: Военные расходы
| Выбор                                | Общее голосование | Общее голосование | Кантоны | Кантоны | Кантоны |
| Выбор                                | Голосов           | %                 | Полных  | Полу-   | Всего   |
| ------------------------------------ | ----------------- | ----------------- | ------- | ------- | ------- |
| За                                   | 714 209           | 40,6              | 2       | 1       | 2,5     |
| Против                               | 1 046 637         | 59,4              | 18      | 5       | 20,5    |
| Пустых бюллетеней                    | 28 080            | –                 | –       | –       | –       |
| Недействительных бюллетеней          | 2 702             | –                 | –       | –       | –       |
| Всего                                | 1 791 628         | 100               | 20      | 6       | 23      |
| Зарегистрированных избирателей/ Явка | 4 223 723         | 42,4              | –       | –       | –       |
| Источник: Nohlen & Stöver            |                   |                   |         |         |         |

### Апрель: Процедура голосования за народные инициативы
| Выбор                                | Общее голосование | Общее голосование | Кантоны | Кантоны | Кантоны |
| Выбор                                | Голосов           | %                 | Полных  | Полу-   | Всего   |
| ------------------------------------ | ----------------- | ----------------- | ------- | ------- | ------- |
| За                                   | 1 080 992         | 63,3              | 18      | 6       | 21      |
| Против                               | 627 665           | 36,7              | 2       | 0       | 2       |
| Пустых бюллетеней                    | 72 765            | –                 | –       | –       | –       |
| Недействительных бюллетеней          | 3 592             | –                 | –       | –       | –       |
| Всего                                | 1 785 014         | 100               | 20      | 6       | 23      |
| Зарегистрированных избирателей/ Явка | 4 223 723         | 42,3              | –       | –       | –       |
| Источник: Nohlen & Stöver            |                   |                   |         |         |         |

### Декабрь: Rail 2000
| Выбор                                | Голосов   | %    |
| ------------------------------------ | --------- | ---- |
| За                                   | 1 140 857 | 57,0 |
| Против                               | 860 893   | 43,0 |
| Пустых бюллетеней                    | 22 635    | –    |
| Недействительных бюллетеней          | 2 889     | –    |
| Всего                                | 2 027 274 | 100  |
| Зарегистрированных избирателей/ Явка | 4 250 684 | 47,7 |
| Источник: Nohlen & Stöver            |           |      |

### Декабрь: Поправка к закону о медицинском страховании
| Выбор                                | Голосов   | %    |
| ------------------------------------ | --------- | ---- |
| За                                   | 571 447   | 28,7 |
| Против                               | 1 418 231 | 71,3 |
| Пустых бюллетеней                    | 33 063    | –    |
| Недействительных бюллетеней          | 3 300     | –    |
| Всего                                | 2 026 041 | 100  |
| Зарегистрированных избирателей/ Явка | 4 250 684 | 47,7 |
| Источник: Nohlen & Stöver            |           |      |

### Декабрь: Защита низинных болот
| Выбор                                | Общее голосование | Общее голосование | Кантоны | Кантоны | Кантоны |
| Выбор                                | Голосов           | %                 | Полных  | Полу-   | Всего   |
| ------------------------------------ | ----------------- | ----------------- | ------- | ------- | ------- |
| За                                   | 1 153 448         | 57,8              | 17      | 6       | 20      |
| Против                               | 843 555           | 42,2              | 3       | 0       | 3       |
| Пустых бюллетеней                    | 26 139            | –                 | –       | –       | –       |
| Недействительных бюллетеней          | 3 188             | –                 | –       | –       | –       |
| Всего                                | 2 026 330         | 100               | 20      | 6       | 23      |
| Зарегистрированных избирателей/ Явка | 4 250 684         | 47,7              | –       | –       | –       |
| Источник: Nohlen & Stöver            |                   |                   |         |         |         |